# English Folk Song Suite
English Folk Song Suite è una delle opere più famose del compositore inglese Ralph Vaughan Williams. Fu pubblicata per la prima volta per banda militare come Folk Song Suite e la sua prima fu data alla Kneller Hall il 4 luglio 1923, diretta dal tenente Hector Adkins. Il pezzo fu quindi arrangiato per orchestra completa nel 1924 dallo studente di Vaughan Williams Gordon Jacob e pubblicato come English Folk Song Suite. Il pezzo fu successivamente arrangiato per la banda di ottoni in stile britannico nel 1956 da Frank Wright e pubblicato come English Folk Songs Suite. Tutte e tre le versioni furono pubblicate da Boosey & Hawkes; notare l'uso di tre diversi titoli per le tre diverse versioni.

## Struttura
La suite è composta da tre movimenti: Marcia, Intermezzo e un'altra Marcia. La prima marcia si intitola Seventeen Come Sunday, l'Intermezzo è sottotitolato My Bonny Boy e il movimento finale è basato su quattro Folk Songs from Somerset.
Originariamente aveva un quarto movimento, Sea Songs, che veniva riprodotto per secondo, ma il compositore lo tolse dopo la prima esecuzione e lo pubblicò separatamente, con la sua orchestrazione.

### Marcia:Seventeen Come Sunday
Seventeen Come Sunday si apre dopo un'introduzione a quattro battute con la melodia principale - la canzone folk Seventeen Come Sunday - suonata dalla sezione di fiati (flauti nella versione orchestrata). Questa melodia si ripete e ai fiati si uniscono gli ottoni (i violini nella versione per orchestra). Il fraseggio è irregolare: la melodia dura tredici battute. Questa melodia è seguita da "Pretty Caroline" come una melodia tranquilla per clarinetto solista o cornetta solista (clarinetto solista nella versione per orchestra), anch'essa ripetuta. Una terza melodia, Dives and Lazarus, entra quindi con gli strumenti più bassi. Questa terza melodia è particolarmente interessante perché ha un ritmo di 6/8 suonato come contrappunto dai fiati alti, contro il ritmo piano di 2/4 dei sassofoni e degli ottoni. Questo terzo tema viene ripetuto, quindi riporta direttamente al secondo tema. Infine, il primo tema si ripete in un Da Capo al Coda. La forma di questo movimento può essere rappresentata da A-B-C-B-A (Forma ad arco).
| Audio playback is not supported in your browser. You can download the audio file. Seventeen Come Sunday |
| Audio playback is not supported in your browser. You can download the audio file. Pretty Caroline       |

### Intermezzo:My Bonny Boy
My Bonny Boy si apre con un assolo in fa dorico per l'oboe (a volte raddoppiato o suonato dalla cornetta solista) sulla melodia dell'omonima canzone folk, che viene ripetuta dagli strumenti del registro basso. A metà del movimento, un Poco Allegro inizia su Green Bushes, un valzer tipicamente inglese, suonato da un ottavino, clarinetto in mi bem. e oboe nel contesto minore, poi ripetuto in maggiore dagli ottoni bassi. La prima melodia viene riprodotta di nuovo in forma frammentata prima della chiusura del movimento.

### Marcia:Folk Songs from Somerset
Folk Songs from Somerset si apre con una leggera introduzione di quattro battute prima della prima melodia, la canzone folk Blow Away the Morning Dew, suonata dalla cornetta solista (clarinetto nella versione per orchestra). Questa melodia viene quindi combinata con la banda/orchestra prima di finire con una ripresa fortissima. Quindi subentra una seconda melodia (High Germany), suonata dal tenore e dagli strumenti del registro inferiore, mentre il resto prende il posto della struttura degli accordi.
Mentre questa seconda melodia scompare, si ascolta ancora una volta la melodia originale con la ripresa tutti. Questo porta quindi al cambio di chiave, al cambio di tempo (6/8) e al trio. Il trio introduce una melodia più delicata, Whistle, Daughter, Whistle, suonata dai fiati con un leggero accompagnamento. Questo continua fino a quando l'indicazione del tempo non cambia di nuovo, tornando ai 2/4 originali. Insieme a questo cambio di tempo, una melodia grave finale (John Barleycorn) entra con gli strumenti più bassi (tromboni e contrabbassi nella versione per orchestra) mentre le cornette vi svolgono sopra funzioni decorative. Questo trio viene quindi ripetuto per intero prima di raggiungere un da capo. La forma di questo movimento può essere rappresentata da A-B-A. (forma ternaria).
| Audio playback is not supported in your browser. You can download the audio file. Blow Away Morning Dew |
| Audio playback is not supported in your browser. You can download the audio file. High Germany          |

## Strumentazione

### 1923 Versione originale per banda da concerto
- flauto e ottavino in mi bemolle, flauto da concerto e ottavino, clarinetto in mi bemolle, clarinetto solista in si bemolle, 1° clarinetto ripieno in si bemolle, 2° clarinetto in si bemolle, 3° clarinetto in si bemolle, clarinetto contralto in mi bemolle, clarinetto basso in si, oboi e clarinetti in do, 1° fagotto, 2° fagotto, sassofono contralto in mi bemolle, sassofono tenore in si bemolle, sassofono baritono in mi bemolle, sassofono basso in si bemolle e clarinetto contrabbasso, 1° cornette in si bemolle, 2° cornette in si bemolle, trombe in si bemolle, 1° e 2° tromba in fa (mi bemolle nella partitura), 3° e 4° corni in fa (mi bemolle nella partitura), 1° trombone, 2° trombone, trombone basso, baritono si bemolle, eufonio, bassi, timpani, batteria (piatti, grancassa, rullante, triangolo).

La suite fu pubblicata nel 1923 da Boosey & Hawkes come Folk Song Suite.
La parte intitolata "flauto da concerto e ottavino", sebbene singolare, richiede almeno due musicisti poiché le parti di flauto e ottavino sono simultanee per gran parte della suite e il movimento finale comprende parti divise. Altre parti che richiedono due suonatori sono gli oboi e le trombe in si bemolle. La parte del clarinetto in mi bem. ha suddivisioni solo nel movimento finale, la maggior parte di queste è già raddoppiata nella voce clarinetto solista/primo clarinetto si bem., rendendo il secondo clarinetto in mi bem. non del tutto necessario. Le prime cornette e le soliste in si bem. sono stampate su una parte (originariamente intitolata "1° cornetta"), ma è richiesto un suonatore come solista ed uno per la prima cornetta. La parte indicata come "Baritono in si bemolle" è in realtà per un flicorno tenore, che a differenza dell'eufonio non si trova più nell'organico delle bande militari inglesi: questa parte scompare dunque dalle successive edizioni del gruppo, e le rispettive note sono state riportate sulla parte dell'eufonio.

### 2008 Versione riveduta per banda di concerto
Boosey & Hawkes pubblicò un'edizione rivista dell'opera nel 2008. Questa edizione presenta una partitura e parti complete memorizzate nel computer, che incorporano correzioni agli errori di scrittura evidenti nell'edizione originale. Altre modifiche includono l'aggiunta di numeri di chiamata alla partitura e alle parti, i titoli delle canzoni popolari aggiunti dove si trovano nella musica, i corni annotate in fa nella partitura invece che in mi bem., la separazione del contrabbasso dalla tuba nella sua parte e la percussione si divide in due parti.

### 1924 Versione per Orchestra
- 2 flauti (2° anche ottavino), oboe, 2 clarinetti si bem., fagotto, 2 corni in fa, 2 trombe si bem., 2 tromboni, timpani, percussioni (piatti, grancassa, rullante, triangolo), archi (violini, viole, violoncelli e contrabbassi).

La suite fu arrangiata per orchestra completa da Gordon Jacob, uno degli allievi di Vaughan Williams, e pubblicato nel 1924 da Boosey & Hawkes come English Folk Song Suite.

### 1956 Versione per banda di ottoni
La suite fu arrangiata per banda di ottoni da Frank Wright e pubblicata da Boosey & Hawkes nel 1956 come English Folk Songs Suite (segue la versione orchestrale aggiungendo "English" al titolo ma pluralizzando anche in "Songs"). L'arrangiamento utilizza la partitura standard della banda di ottoni britannica per 25 suonatori di ottoni e 2/3 percussionisti (vedere la banda di ottoni britannica per i dettagli sulle trasposizioni e il numero di per ogni parte). I numeri di chiamata sono stati aggiunti alla partitura e alle parti, ma i singoli brani folk rimangono senza un titolo. Questa edizione rimane un punto fermo del repertorio delle bande di ottoni.